# Коди Гакпо
Коди Матес Гакпо (хол. Cody Mathès Gakpo; Ајндховен, 7. мај 1999) холандски је професионални фудбалер. Игра на позицији бочног везног играча, а тренутно наступа за енглески клуб Ливерпул и репрезентацију Холандије.